# جنگل‌های خشک آمریکای مرکزی
جنگل‌های خشک آمریکای مرکزی (به اسپانیایی: Bosques secos de América Central) یک منطقهٔ مسکونی و جنگل در مکزیک است.